# 孙子从美国来
《孙子从美国来》（英語：A Grandson From America）是一部由曲江涛导演，罗京民、丁佳明和刘天佐等人主演，于2012年2月2日在中国大陆上映的剧情片。

## 剧情
老杨头，人称“杨叔”，是陕西省渭南市华县的皮影戏艺人。一天早上，他打开门，儿子杨栋梁正好正在门口，还带着一个美国女友爱华和孩子布鲁克斯。爱华是美国一家基金会在中国项目的负责人，杨栋梁在新疆回来，去他们公司应聘志愿者，两人因为志同道合而一见钟情，就走到了一起。爱华带着孩子来到公公老杨头家，给孩子换换环境，散散心。第二天，杨栋梁和爱华留下一封信就到可可西里去保护藏羚羊了，而孩子留在这里。老杨头搭乘车子前去追他们，跑到县城，无功而返。老杨头不懂英语，叫布鲁克斯叫布斯。布斯在美国环境优越，来到中国乡下，非常不适应：去茅房上厕所要用布围裹住鼻子点上香，防臭；吃饭的时候，布斯要吃汉堡包，老杨头只得去买，幸亏老板娘给他做了个中国式的汉堡包；布斯要喝牛奶，老杨头去商店买，商店没有进货，只得到王馆长家里去要。王馆长升官了，打算再次开展“皮影工艺培训班”，正好老杨头是首席，但是老杨头不答应。布斯每天要喝牛奶，老杨头每天去王馆长那儿买，王馆长在一个晚上把奶牛牵到了老杨头家，而老杨头欠人家人情，只得答应去训练学徒。布斯从美国带来了一个蜘蛛侠的玩偶，一日不小心被老杨头踩坏了头，布斯不吃不喝来抗议，老杨头花费一个晚上做出了一个皮影的蜘蛛侠。布斯和爷爷老杨头约定春节的时候见面。一天，布斯的妈妈爱华和继父杨栋梁回到家，杨栋梁告诉父亲他和爱华分手了，第三天他们就要回美国去，而第三天正是老杨头表演皮影的日子。当天晚上，布斯坐在群众中看皮影，被妈妈爱华强行抱走，杨栋梁到后台去跟父亲老杨头汇报，老杨头送给他一盒皮影叫他给布斯。春节前夕，老杨头接到电话，布斯将回到家，一家团聚。

## 演员
| 演员   | 角色     | 备注                                           |
| 罗京民 | 老杨头   | 人称杨叔，是陕西省渭南市华县的皮影戏传承艺人。 |
| 丁佳明 | 布鲁克斯 | 母亲爱华，父亲不明，美国人。                   |
| 刘天佐 | 王馆长   | 当地政府官员。                                 |
| 郝晨   | 杨栋梁   | 老杨头的儿子，爱华的第二任丈夫。               |
| 艾璐娜 | 爱华     | 美国人，前夫早逝，第二任丈夫杨栋梁。           |
| 马刚   | 刘老汉   | 陕西省渭南市华县的皮影戏传承艺人。             |
| 武菊侠 |          | 老板娘，老杨头经常去买东西的乡下小店的店长。   |

## 制作
电影花费80万人民币，15天时间制作完成，讲述爷爷和洋孙子的亲情故事，感动了观众，在豆瓣评分为8分。
电影的文化背景是美国蜘蛛侠和中国孙悟空。

## 提名
| 獎項                 | 類別           | 名字             | 結果 |
| -------------------- | -------------- | ---------------- | ---- |
| 第29届中国电影金鸡奖 | 最佳导演处女作 | 曲江涛           | 提名 |
| 第29届中国电影金鸡奖 | 最佳原创剧本   | 曲江涛           | 提名 |
| 第29届中国电影金鸡奖 | 最佳儿童片     | 《孙子从美国来》 | 提名 |

豆瓣评分8.4分。